# Те-Нуайало
Те-Нуайало (фр. Theix-Noyalo) — новая коммуна на северо-западе Франции, находится в регионе Бретань, департамент Морбиан, округ Ван, кантон Сене. Расположена в 7 км к востоку от Ван. Через территорию коммуны проходит национальная автомагистраль N165.
Население (2019) — 8 251 человек.

## История
Коммуна образована 1 января 2016 года путем слияния коммун Нуайало и Те. Центром новой коммуны является Те. От него к новой коммуне перешли почтовый индекс и код INSEE. На картах в качестве координат Те-Нуайало указываются координаты Те.

## Достопримечательности
- Шато Плесси-Жоссо XIV века
- Часовня Святого Леонара XV века, перестроенная в XVII века. В церкви сохранилась статуя Богоматери с младенцем XV века
- Часовня Святого Михаила в Бранголо XVI—XVII веков
- Готическая часовня Нотр-Дам-ла-Бланш XVI—XVIII веков
- Церковь Святой Сесилии XIX века

## Экономика
Структура занятости населения:
- сельское хозяйство — 2,4 %
- промышленность — 18,4 %
- строительство — 12,3 %
- торговля, транспорт и сфера услуг — 50,2 %
- государственные и муниципальные службы — 16,6 %

Уровень безработицы (2018) — 11,9 % (Франция в целом — 13,4 %, департамент Морбиан — 12,1 %). 

Среднегодовой доход на 1 человека, евро (2018) — 28 620 (Франция в целом — 21 730, департамент Морбиан — 21 830).

## Демография
Динамика численности населения, чел.

## Администрация
Пост мэра Те-Нуайало с 2020 года занимает Кристиан Себиль (Christian Sébille). На муниципальных выборах 2020 года возглавляемый им правый список победил во 2-м туре, получив 47,38 % голосов.
| Период | Период | Фамилия         | Партия        | Примечания |
| ------ | ------ | --------------- | ------------- | ---------- |
| 2016   | 2020   | Ив Кетель       | Разные правые | фермер     |
| 2020   |        | Кристиан Себиль |               |            |

## Города-побратимы
- Захленбург, Германия
- Тон, Франция